# Lavoie Islands
Lavoie Islands är öar i Kanada.   De ligger i territoriet Nunavut, i den nordöstra delen av landet, 2 900 km norr om huvudstaden Ottawa. Arean är 12,7 kvadratkilometer.
Terrängen på Lavoie Islands är mycket platt. Öns högsta punkt är 10 meter över havet. Den sträcker sig 4,0 kilometer i nord-sydlig riktning, och 5,1 kilometer i öst-västlig riktning.